# Saincaize-Meauce
Saincaize-Meauce és un municipi francès, situat al departament del Nièvre i a la regió de Borgonya - Franc Comtat. L'any 2007 tenia 430 habitants.

## Demografia

### Població
El 2007 la població de fet de Saincaize-Meauce era de 430 persones. Hi havia 172 famílies, de les quals 44 eren unipersonals (20 homes vivint sols i 24 dones vivint soles), 60 parelles sense fills, 52 parelles amb fills i 16 famílies monoparentals amb fills.
La població ha evolucionat segons el següent gràfic:
Habitants censats

### Habitatges
El 2007 hi havia 227 habitatges, 174 eren l'habitatge principal de la família, 11 eren segones residències i 42 estaven desocupats. 163 eren cases i 54 eren apartaments. Dels 174 habitatges principals, 130 estaven ocupats pels seus propietaris, 41 estaven llogats i ocupats pels llogaters i 3 estaven cedits a títol gratuït; 1 tenia una cambra, 2 en tenien dues, 28 en tenien tres, 55 en tenien quatre i 88 en tenien cinc o més. 120 habitatges disposaven pel capbaix d'una plaça de pàrquing. A 73 habitatges hi havia un automòbil i a 76 n'hi havia dos o més.

### Piràmide de població
La piràmide de població per edats i sexe el 2009 era:
| Homes | Edats   | Dones |
| ----- | ------- | ----- |
| 0     | 95 o +  | 0     |
| 0     | 90 a 94 | 4     |
| 0     | 85 a 89 | 0     |
| 16    | 80 a 84 | 8     |
| 16    | 75 a 79 | 4     |
| 4     | 70 a 74 | 24    |
| 16    | 65 a 69 | 4     |
| 16    | 60 a 64 | 12    |
| 0     | 55 a 59 | 4     |
| 20    | 50 a 54 | 8     |
| 24    | 45 a 49 | 28    |
| 20    | 40 a 44 | 12    |
| 16    | 35 a 39 | 20    |
| 8     | 30 a 34 | 12    |
| 8     | 25 a 29 | 16    |
| 20    | 20 a 24 | 8     |
| 16    | 15 a 19 | 8     |
| 20    | 10 a 14 | 8     |
| 32    | 5 a 9   | 20    |
| 16    | 0 a 4   | 8     |

## Economia
El 2007 la població en edat de treballar era de 266 persones, 198 eren actives i 68 eren inactives. De les 198 persones actives 176 estaven ocupades (96 homes i 80 dones) i 22 estaven aturades (7 homes i 15 dones). De les 68 persones inactives 17 estaven jubilades, 24 estaven estudiant i 27 estaven classificades com a «altres inactius».

### Ingressos
El 2009 a Saincaize-Meauce hi havia 173 unitats fiscals que integraven 437 persones, la mediana anual d'ingressos fiscals per persona era de 16.484 €.

### Activitats econòmiques
Dels 7 establiments que hi havia el 2007, 2 eren d'empreses de construcció, 1 d'una empresa de transport, 1 d'una empresa d'hostatgeria i restauració, 1 d'una empresa immobiliària, 1 d'una empresa de serveis i 1 d'una empresa classificada com a «altres activitats de serveis».
Dels 3 establiments de servei als particulars que hi havia el 2009, 1 era un guixaire pintor, 1 lampisteria i 1 restaurant.
L'any 2000 a Saincaize-Meauce hi havia 16 explotacions agrícoles que ocupaven un total de 1.668 hectàrees.

## Equipaments sanitaris i escolars
El 2009 hi havia una escola elemental integrada dins d'un grup escolar amb les comunes properes formant una escola dispersa.

## Poblacions més properes
El següent diagrama mostra les poblacions més properes.